# Kathedrale von Blackburn

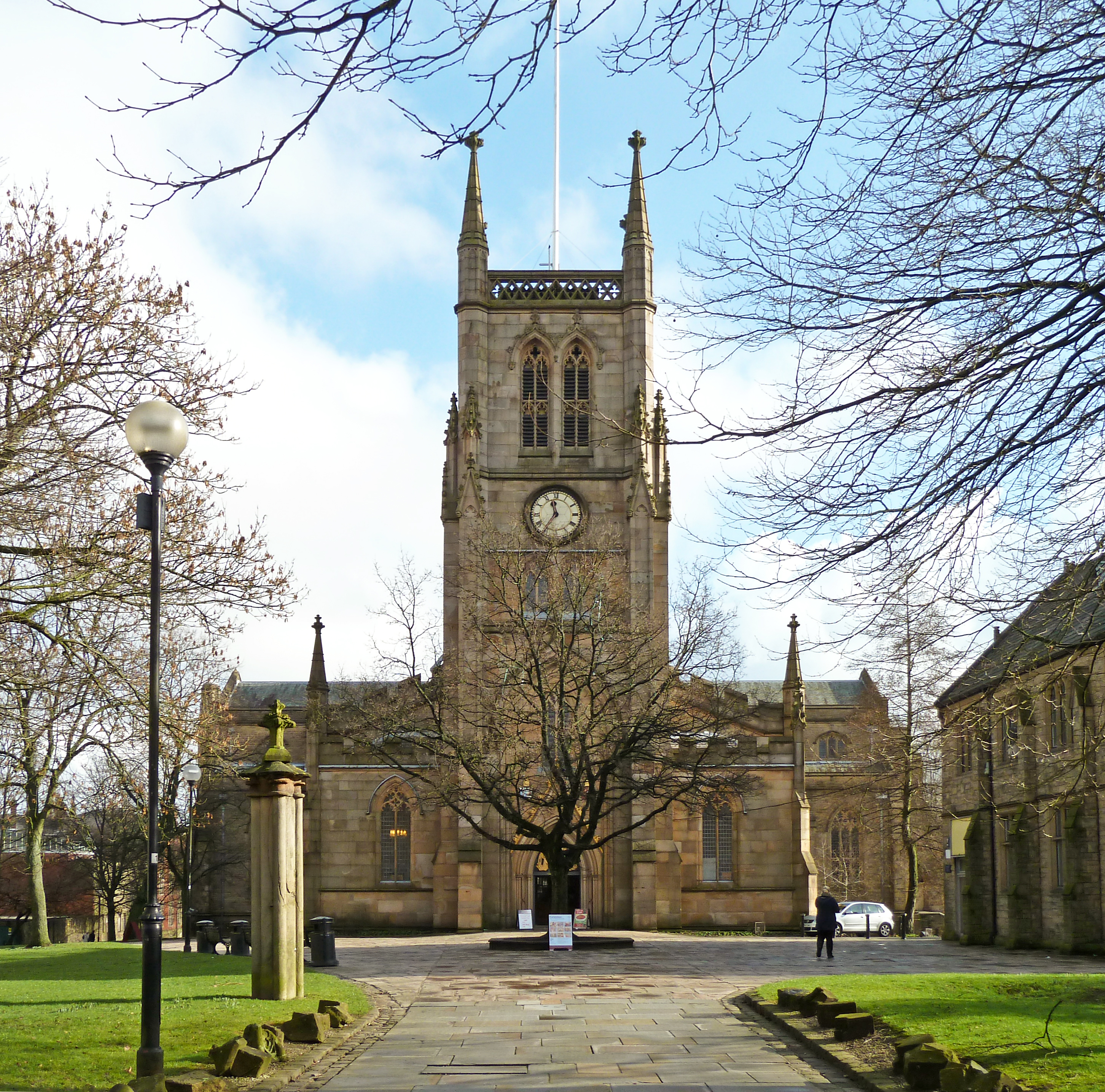
Kathedrale von Blackburn

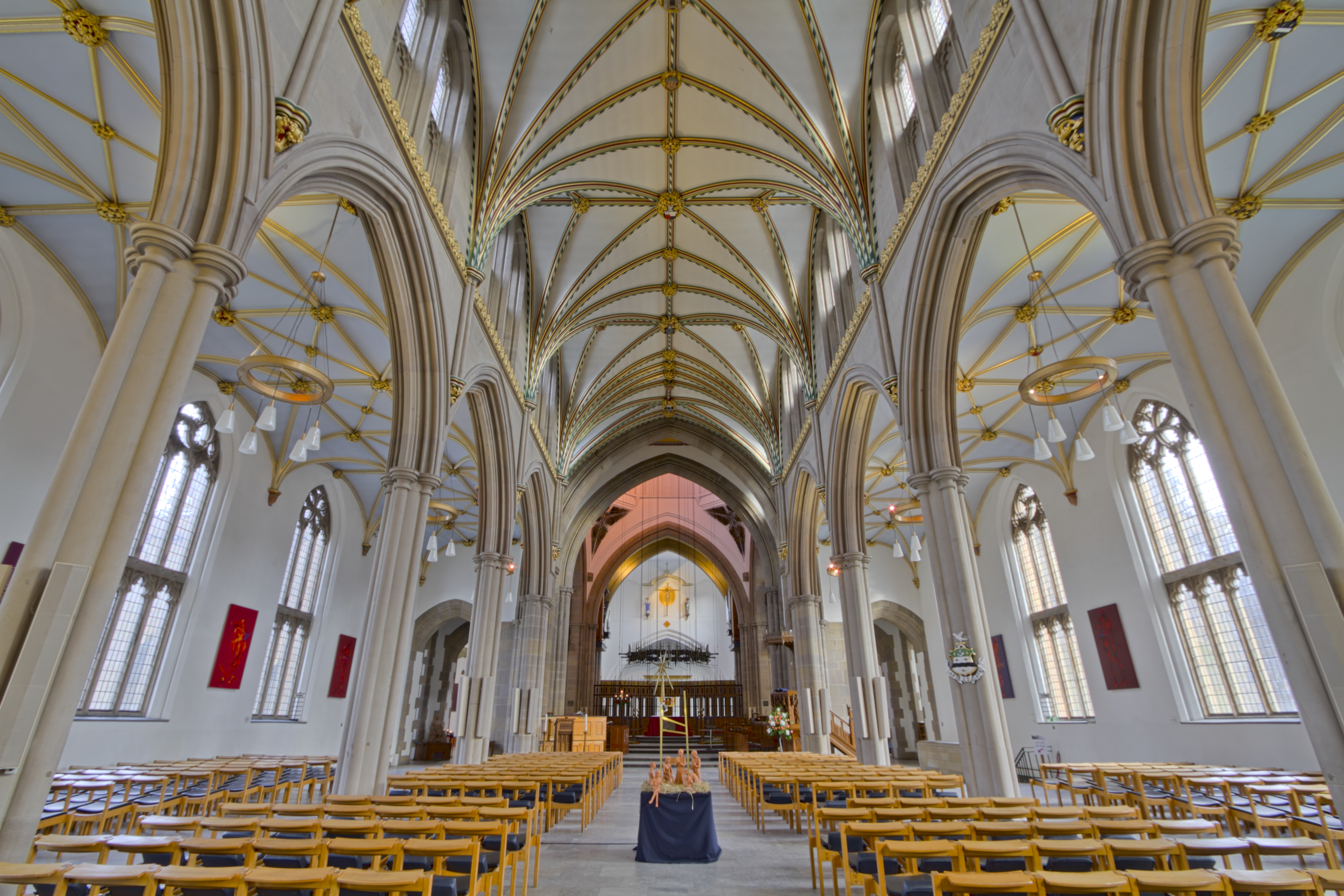
Innenansicht

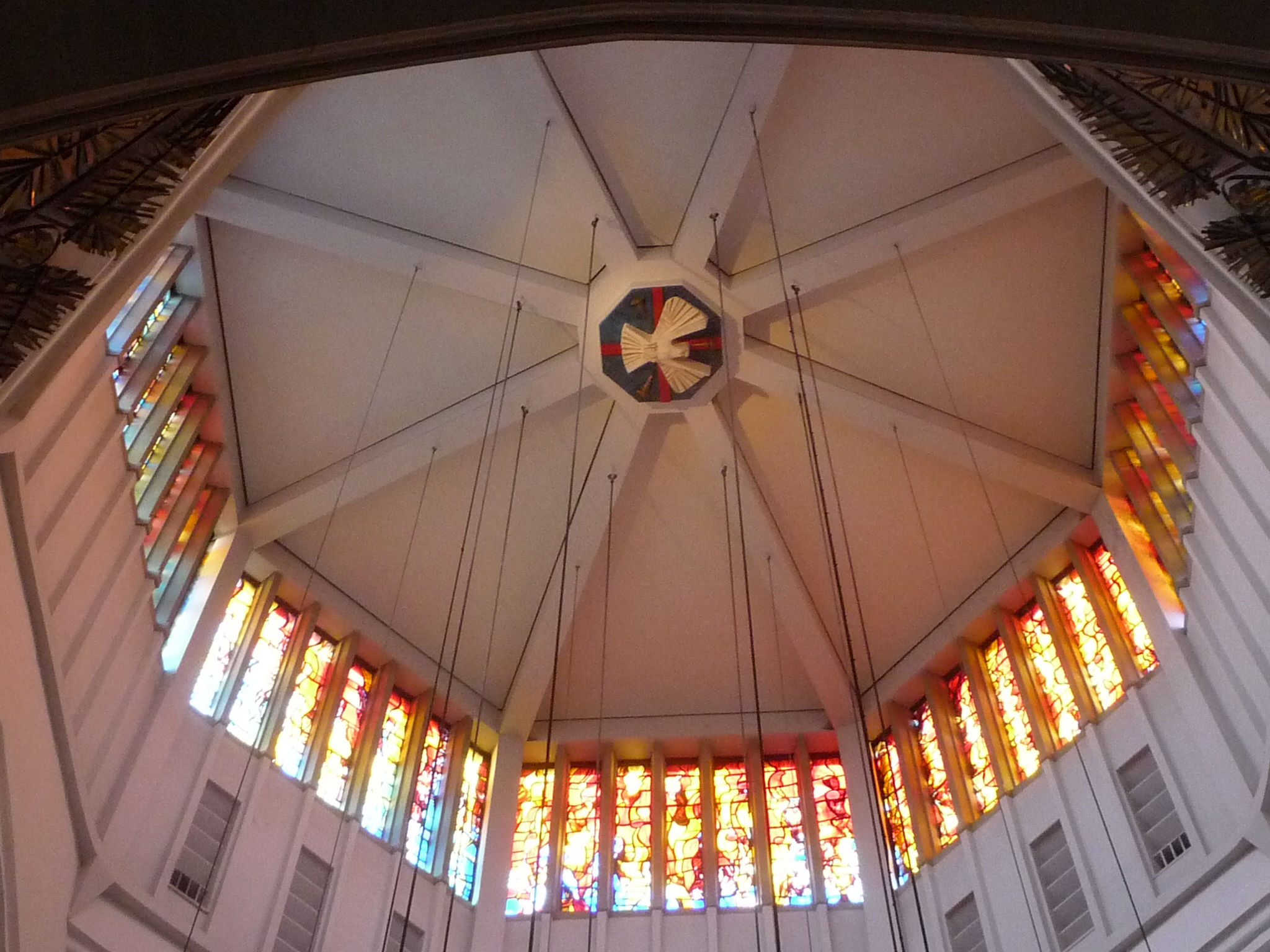
Vierung mit durchlichtetem Tambour

Die Kathedrale von Blackburn ist der Bischofssitz der anglikanischen Diözese Blackburn in der mittelenglischen Großstadt Blackburn in der Grafschaft Lancashire. Der der Jungfrau Maria und dem Apostel Paulus gewidmete Kirchenbau ist als Grade-II-Baudenkmal gelistet.

## Lage
Die Kathedrale von Blackburn liegt in der Stadtmitte etwa 200 m nordwestlich des Bahnhofs in einer Höhe von ca. 122 m. Bis zur Küste der Irischen See sind es etwa 35 km (Luftlinie).

## Geschichte
Die Geschichte des Kirchenbaus reicht bis in die normannische Zeit zurück, doch ist davon nicht mehr erhalten. Der heutige Kirchenbau entstand – nach dem Abriss eines Vorgängerbaus – als einschiffige Pfarrkirche im Jahr 1826. Mit der Errichtung der Diözese Blackburn im Jahr 1926 entwickelten sich Pläne zur Vergrößerung des Kirchenbaus durch den Anbau von zwei Seitenschiffen und eines Querschiffs. Die Realisierung dieses Vorhabens wurde noch vor dem Zweiten Weltkrieg begonnen, doch erst im Jahr 1967 konnte die Kirche in ihrer heutigen Form fertiggestellt werden.

## Architektur
Die Fassade der Kathedrale ist nur eintürmig; der heute dreischiffige Bau verfügt über ein Querhaus und eine quadratische Vierung mit oktogonalem durchlichtetem Tambour. Während im Mittelschiff das neugotische steinerne Rippengewölbe erhalten ist, werden die beiden Seitenschiffe von hölzernen Flachdecken überspannt. Der Chorschluss ist – wie bei englischen Kirchen üblich – flach.